# Xiquila
Xiquila es una localidad de México perteneciente al municipio de Huejutla de Reyes en el estado de Hidalgo.

## Geografía
Se encuentra en la región Huasteca; a la localidad le corresponden las coordenadas geográficas 21° 4’ 38.36” de latitud norte y 98° 26’ 38.244” de longitud oeste, con una altitud de 215 m s. n. m. Se encuentra a una distancia aproximada de 7.11 kilómetros al suroeste de la cabecera municipal, Huejutla.
En cuanto a fisiografía se encuentra dentro de las provincia de la Sierra Madre Oriental, dentro de la subprovincia del Carso Huasteco; su terreno es de sierra y lomerío. En lo que respecta a la hidrografía se encuentra posicionado en la región de Pánuco, dentro de la cuenca del río Moctezuma, en la subcuenca del río Los Hules. Cuenta con un clima semicálido húmedo con lluvias todo el año.

## Demografía
En 2020 registró una población de 2051 personas, lo que corresponde al 1.62 % de la población municipal. De los cuales 1017 son hombres y 1034 son mujeres. Tiene 481 viviendas particulares habitadas.
| Gráfica de evolución demográfica de Xiquila entre 1910 y 2020                                |
|                                                                                              |
| Población de los censos y conteos del Instituto Nacional de Estadística y Geografía (INEGI). |